# Zamora (kommun)
Zamora är en kommun i Mexiko.   Den ligger i delstaten Michoacán de Ocampo, i den centrala delen av landet, 300 km väster om huvudstaden Mexico City. Antalet invånare är 186 102. Arean är 336 kvadratkilometer.
Terrängen i Zamora är huvudsakligen kuperad, men den allra närmaste omgivningen är platt.
Följande samhällen finns i Zamora:
- Zamora de Hidalgo
- Ario de Rayón
- Atecucario de la Constitución
- Fraccionamiento Ex-Hacienda el Refugio
- Fraccionamiento Monte Olivo
- El Sauz de Abajo
- Romero de Guzmán
- La Ladera
- Canindo
- Colonia Linda Vista
- Colonia Primero de Mayo
- El Cerrito de Catipuato
- Colonia Dos de Octubre
- El Pochote
- Colonia Licenciado Luis Donaldo Colosio
- La Huerta Zamorana
- Colonia Carmen Serdán
- El Espíritu
- El Guamúchil
- La Labor